# Corsa del XX settembre 1919
La Corsa del XX settembre 1919, già Roma-Napoli-Roma, quattordicesima edizione della corsa, si svolse dal 18 al 20 settembre 1919 su un percorso di 466,3 km, suddiviso su 2 tappe. La vittoria fu appannaggio dell'italiano Alfredo Sivocci, che completò il percorso con 2 punti (in tempo in 18h13'39"), precedendo i connazionali Giuseppe Azzini e Giosuè Lombardi.
Sul traguardo di Roma 8 ciclisti portarono a termine la competizione.

## Tappe
| Tappa  | Data         | Percorso         | km               | Vincitore di tappa | Leader cl. generale |
| ------ | ------------ | ---------------- | ---------------- | ------------------ | ------------------- |
| 1ª     | 18 settembre | Roma > Napoli    | 254,3            | Alfredo Sivocci    | Alfredo Sivocci     |
|        | 19 settembre | giorno di riposo | giorno di riposo | giorno di riposo   | giorno di riposo    |
| 2ª     | 20 settembre | Napoli > Roma    | 212              | Alfredo Sivocci    | Alfredo Sivocci     |
| Totale | Totale       | Totale           | 466,3            |                    |                     |

## Dettagli delle tappe

### 1ª tappa
- 18 settembre: Roma > Napoli – 254,3 km

Risultati
| Pos. | Corridore       | Squadra | Punti/Tempo   |
| ---- | --------------- | ------- | ------------- |
| 1    | Alfredo Sivocci | Legnano | 1 (10h15'32") |
| 2    | Giuseppe Azzini | Legnano | 2 (s.t.)      |
| 3    | Giosuè Lombardi | -       | 3 (a 5'00")   |

| Pos. | Corridore       | Squadra | Punti/Tempo   |
| ---- | --------------- | ------- | ------------- |
| 1    | Alfredo Sivocci | Legnano | 1 (10h15'32") |
| 2    | Giuseppe Azzini | Legnano | 2 (s.t.)      |
| 3    | Giosuè Lombardi | -       | 3 (a 5'00")   |

### 2ª tappa
- 20 settembre: Napoli > Roma – 212 km

Risultati
| Pos. | Corridore       | Squadra | Punti/Tempo  |
| ---- | --------------- | ------- | ------------ |
| 1    | Alfredo Sivocci | Legnano | 1 (7h58'07") |
| 2    | Giuseppe Azzini | Legnano | 2 (s.t.)     |
| 3    | Carlo Galetti   | Legnano | 3 (a 1'00")  |

| Pos. | Corridore       | Squadra | Punti/Tempo   |
| ---- | --------------- | ------- | ------------- |
| 1    | Alfredo Sivocci | Legnano | 2 (18h13'39") |
| 2    | Giuseppe Azzini | Legnano | 4 (s.t.)      |
| 3    | Giosuè Lombardi | -       | 7 (a 6'00")   |

## Classifiche finali

### Classifica generale
| Pos. | Corridore       | Squadra         | Punti/Tempo   |
| ---- | --------------- | --------------- | ------------- |
| 1    | Alfredo Sivocci | Legnano-Pirelli | 2 (18h13'39") |
| 2    | Giuseppe Azzini | Legnano-Pirelli | 4 (s.t.)      |
| 3    | Giosuè Lombardi | -               | 7 (a 6'00")   |
| 4    | Carlo Galetti   | Legnano-Pirelli | 8 (a 32'00")  |
| 5    | Giovanni Cervi  | -               | 9 (s.t.)      |
| 6    | Umberto Romano  | -               | 13 (s.t.)     |
| 7    | Giuseppe Borghi | -               | 14 (s.t.)     |
| 8    | Cella           | -               | 15 (s.t.)     |